# DN65E
De DN65E (Drum Național 65E of Nationale weg 65E) is een weg in Roemenië. Hij loopt van Roșiorii de Vede naar Piatra. De weg is 40 kilometer lang.